# Pasinger Stadtpark

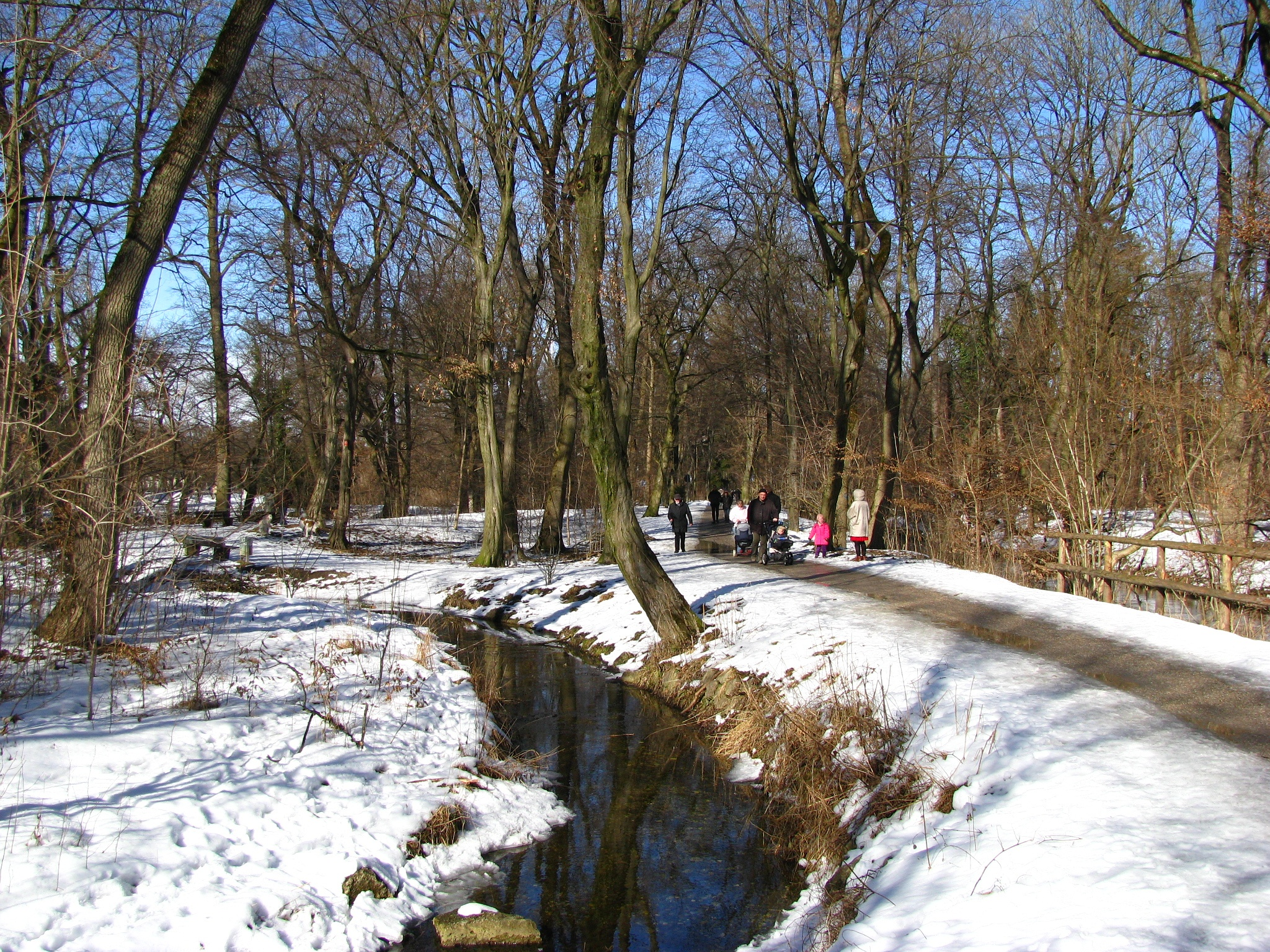
Pasinger Stadtpark

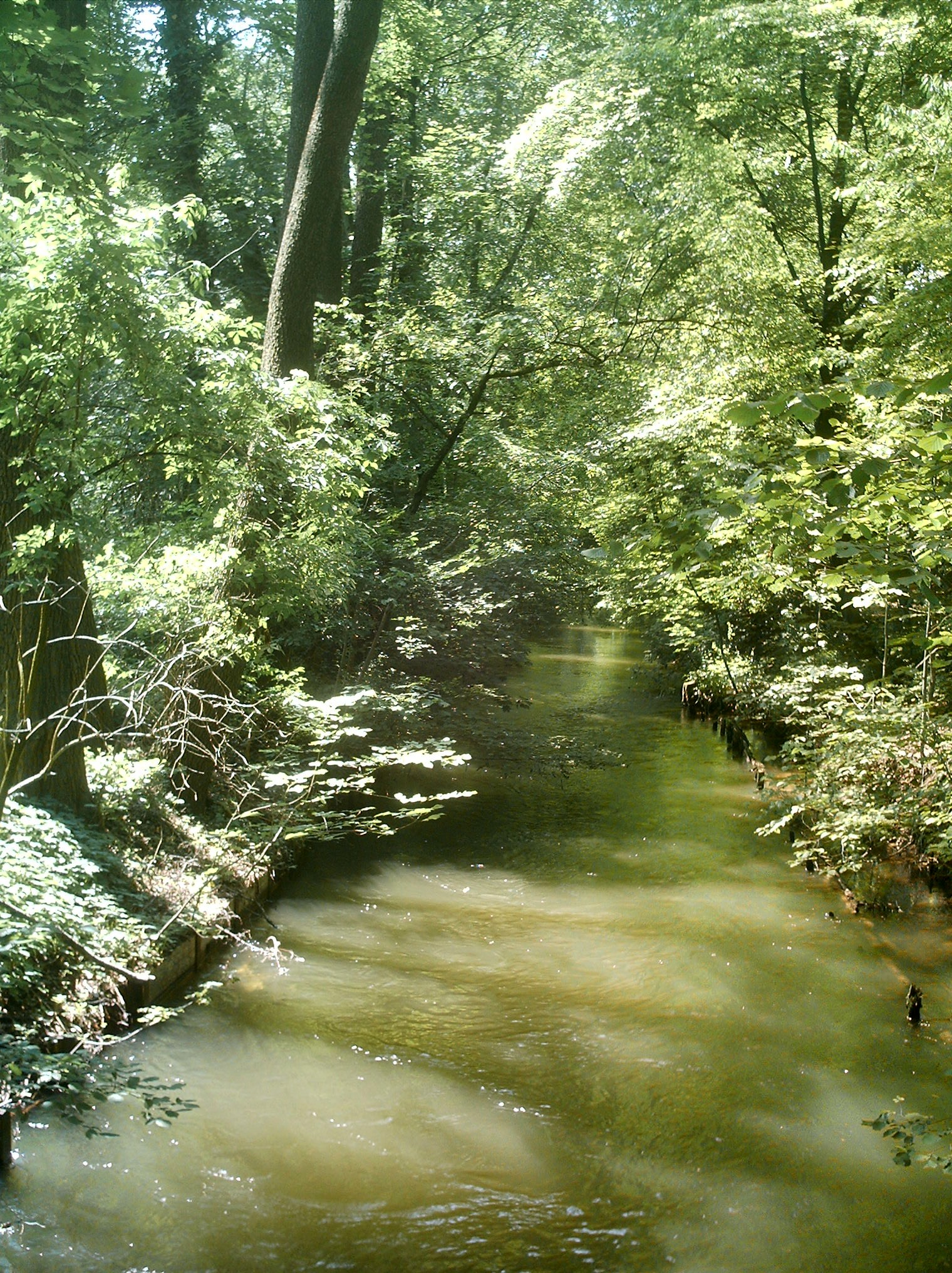
Die Würm im Pasinger Stadtpark

Der Pasinger Stadtpark ist ein Park im Süden des Münchner Stadtteils Pasing. Er heißt deswegen Stadtpark, weil er zum Zeitpunkt seiner Anlegung 1929 der Park der zu diesem Zeitpunkt noch eigenständigen Stadt Pasing  – das heißt vor ihrer Eingemeindung zum 1. April 1938 – war.
Als Vorläufer des Stadtparks lässt sich die Parkanlage ansehen, die König Maximilian I. an der Planegger Straße, Ecke Gräfstraße 1815 um sein Landschlösschen, das Prinz-Carl-Schlösschen, Vorgänger des heutigen Schlosses Gatterburg, anlegen ließ.
1929 übernahm der Passionisten-Orden der Pfarrkirche Mariä Geburt Park und Gatterburg und setzte in der Stadtverwaltung der damals noch selbständigen Stadt Pasing durch, dass die beiden den Park durchquerenden Straßen Gatterburgstraße und Gatterburgsche Allee aufgehoben wurden. Zum Ausgleich bekam die Stadt Pasing große Teile des Parks überschrieben – dies ist die Geburtsstunde des Stadtparks. Fünf Jahre später wurde der Park dann weiter ausgebaut. Wegen der Stilllegung der ehemaligen Papierfabrik erfolgte 2004 eine Erweiterung.
Der Pasinger Stadtpark beginnt an der Stadtgrenze zum Gräfelfinger Ortsteil Lochham, verläuft entlang der Waldkolonie des Architekten Louis Ende, welche nach dem Vorbild der Villenkolonien von August Exter gebaut wurde, und endet nach etwa 1,5 Kilometer am Pasinger Kreiskrankenhaus. Der Park hat eine Fläche von knapp 20 Hektar und erstreckt sich zu beiden Seiten der Würm. Die alte Pfarrkirche Mariä Geburt verbindet den Stadtpark mit dem Klostergarten.
Ähnlich wie sein „großer Bruder“, der Englische Garten in München an der Isar, ist der Pasinger Stadtpark als Landschaftsgarten angelegt: Weite Wiesenflächen wechseln mit Baumgruppen und die Würm ist künstlich zu mehreren kleinen Seen aufgestaut.
Der Pasinger Stadtpark ist ein Baudenkmal (D-1-62-000-5156) und liegt im Landschaftsschutzgebiet Würmniederung mit Erweiterungen bis zur Stadtgrenze (LSG-00120.19).
Im Süden schließt sich auf dem Gebiet der Gemeinde Gräfelfing der Paul-Diehl-Park an.